# 清木博志
清木 博志（しみず ひろし、1949年9月26日 - 2023年1月18日）は日本のカメラマン。ラリー雑誌「プレイドライブ」等へ世界ラリー選手権の写真や国内ラリーの写真を提供した。

## 来歴
1968年に『プレイドライブ』の前身となる『ドライブ旅行』に編集スタッフとして携わる。
1969年に『プレイドライブ』の立ち上げメンバーとして参画。国内ラリーを中心に取材活動を行う。
独立後はサファリラリーを中心にWRC、APRCなどの海外ラリーを取材。近年はクラシックラリーなど国内ラリーの取材を行っていた。

## 人物
- 大きな体とお酒好きでも知られる。
- 1982年のアクロポリスラリー取材時に持病の「痔」が悪化、ラリー終了まで仕事を全うした後、アテネの病院に入院、手術を受けた。入院中もギリシャのお酒「ウゾ」を所望したという噂も数多い武勇伝のひとつ。